# Drugi Garnitur
Drugi Garnitur – zielonogórski kabaret związany z Formacją Zaś. Jego repertuar bazował na parodii poezji i piosenek socrealistycznych.
Drugi Garnitur został założony w styczniu 1988 przez Dariusza Kamysa. Kiedy ten został powołany do wojska, opiekę nad formacją przejął Władysław Sikora. Do kabaretu należeli studenci Wyższej Szkoły Pedagogicznej, m.in. Joanna Chuda (obecnie Kołaczkowska), Adam Nowak, Tomasz Kowalski, Remigiusz Kot, Zdzisław Haczek, Jarosław Wróblewski, Krzysztof Jenek i Krzysztof Jakubowski (akordeonista).
Po rozwiązaniu kabaretu w 1989 Adam Nowak i Joanna Chuda dołączyli do kabaretu Potem. Na początku 1990 Adam Nowak założył zespół Raz, Dwa, Trzy i zaprzestał występów kabaretowych. W 1994 Tomasz Kowalski wspólnie ze znajomymi założył Kabaret Ciach.

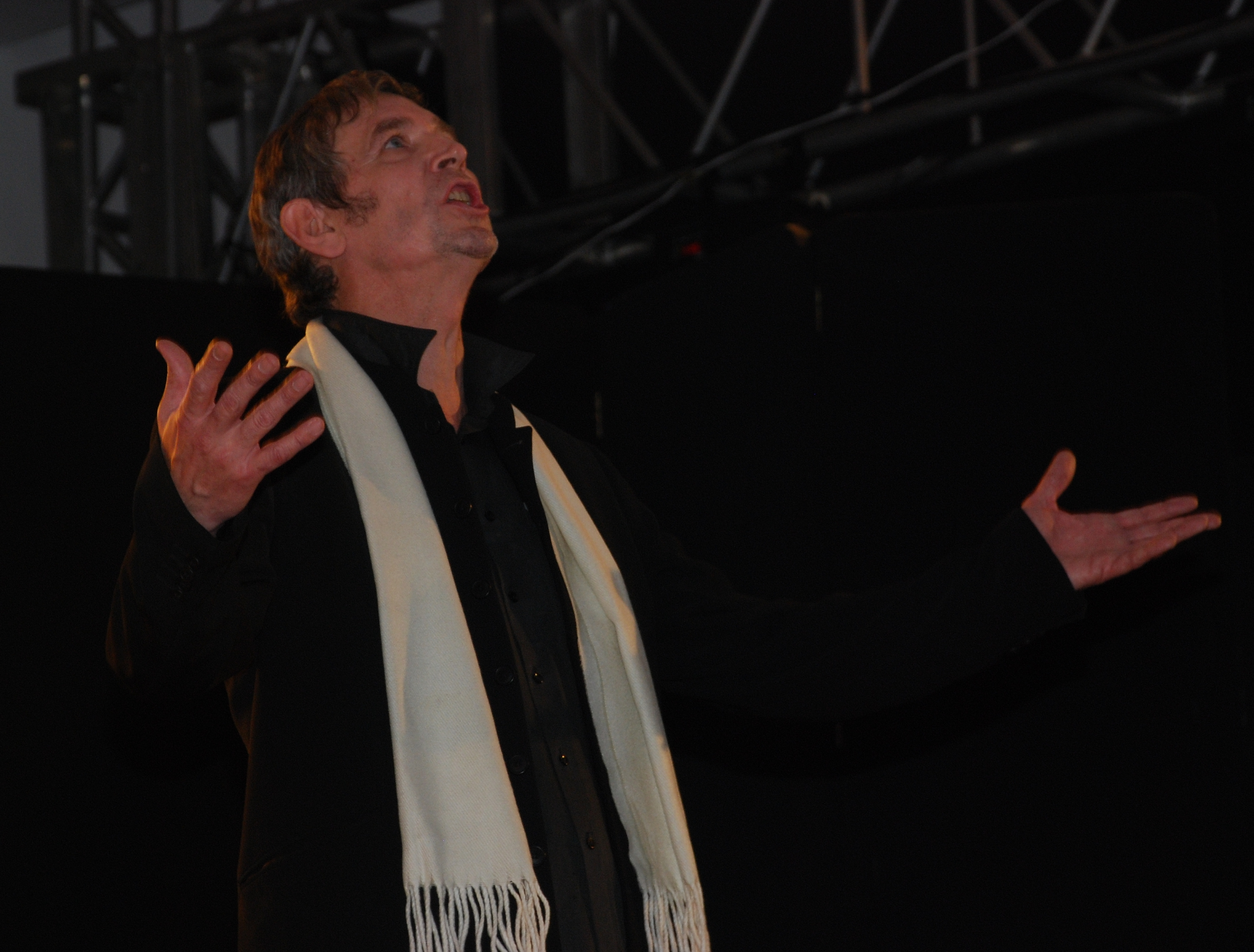
Władysław Sikora (2007)
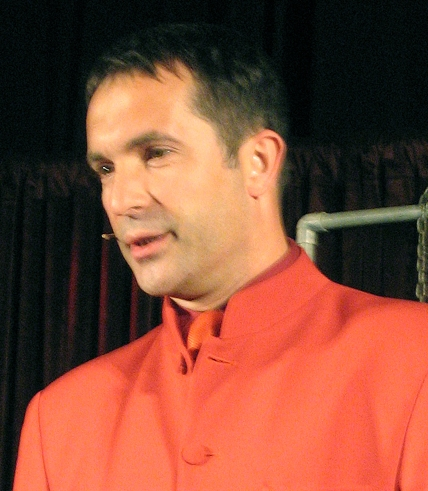
Dariusz Kamys (2008)
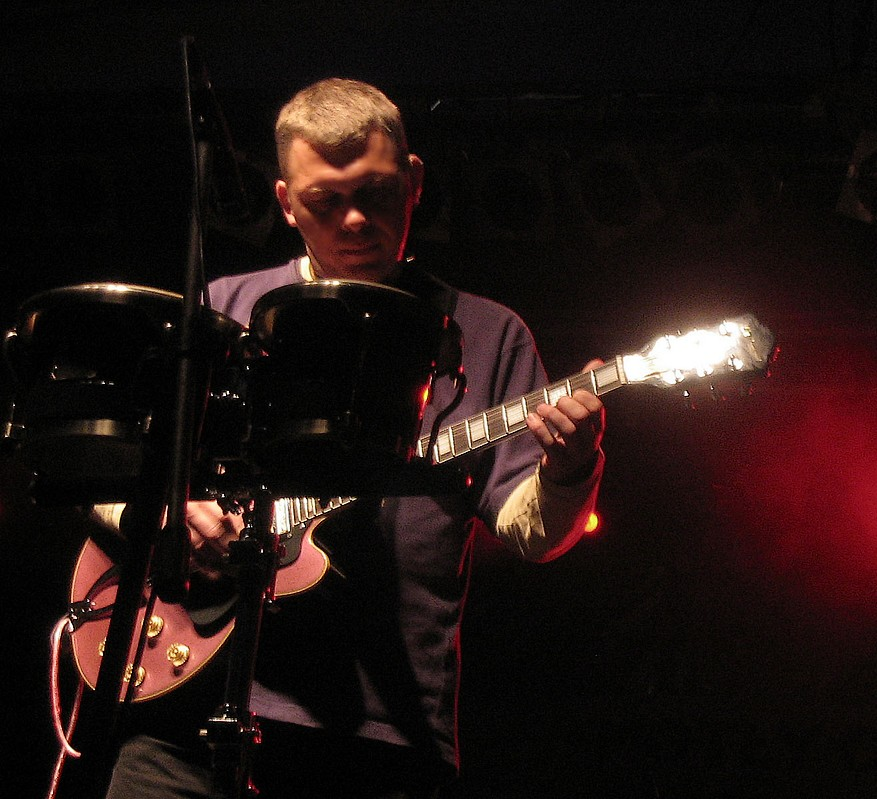
Adam Nowak (2004)
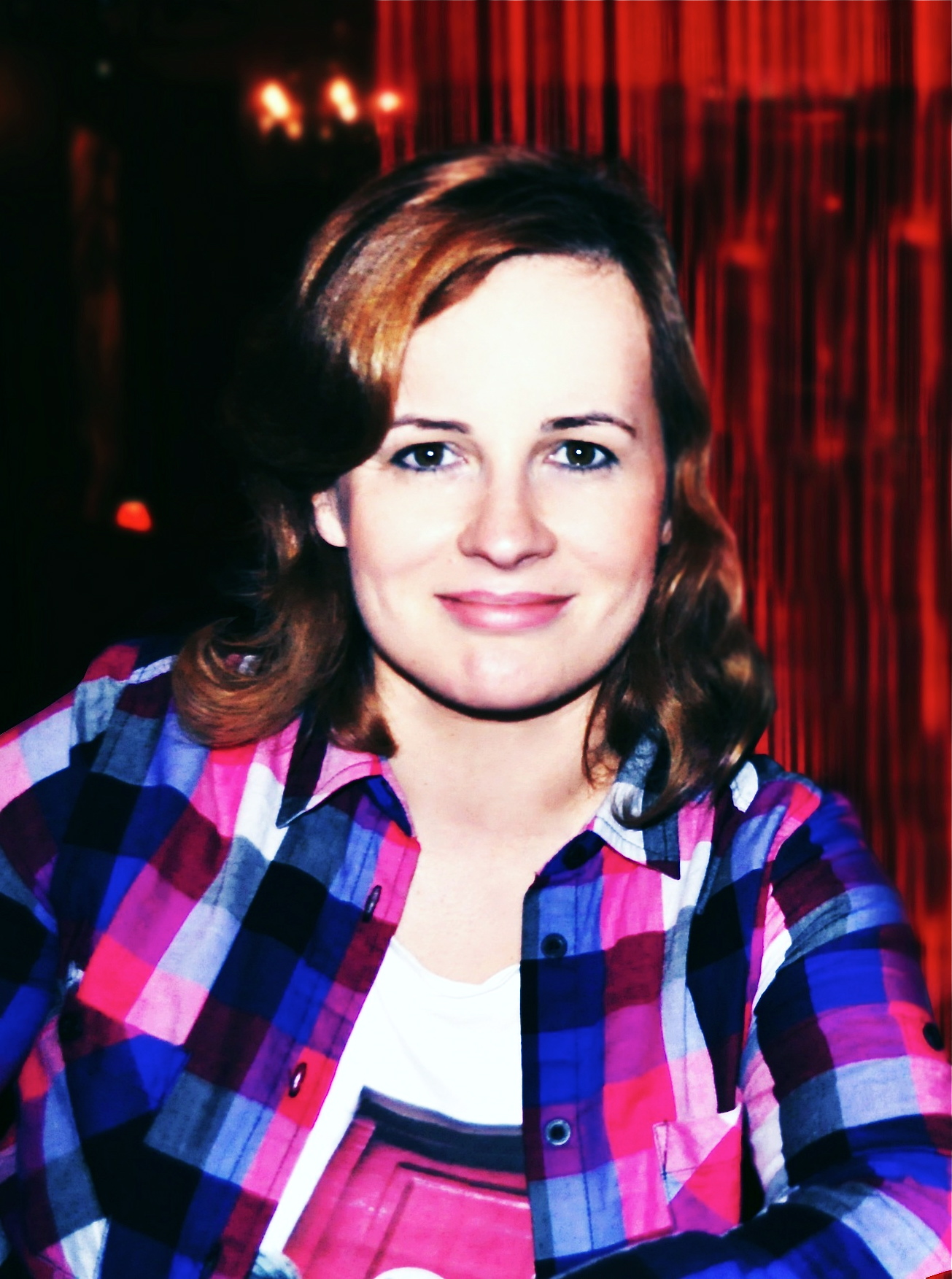
Joanna Chuda (2011)
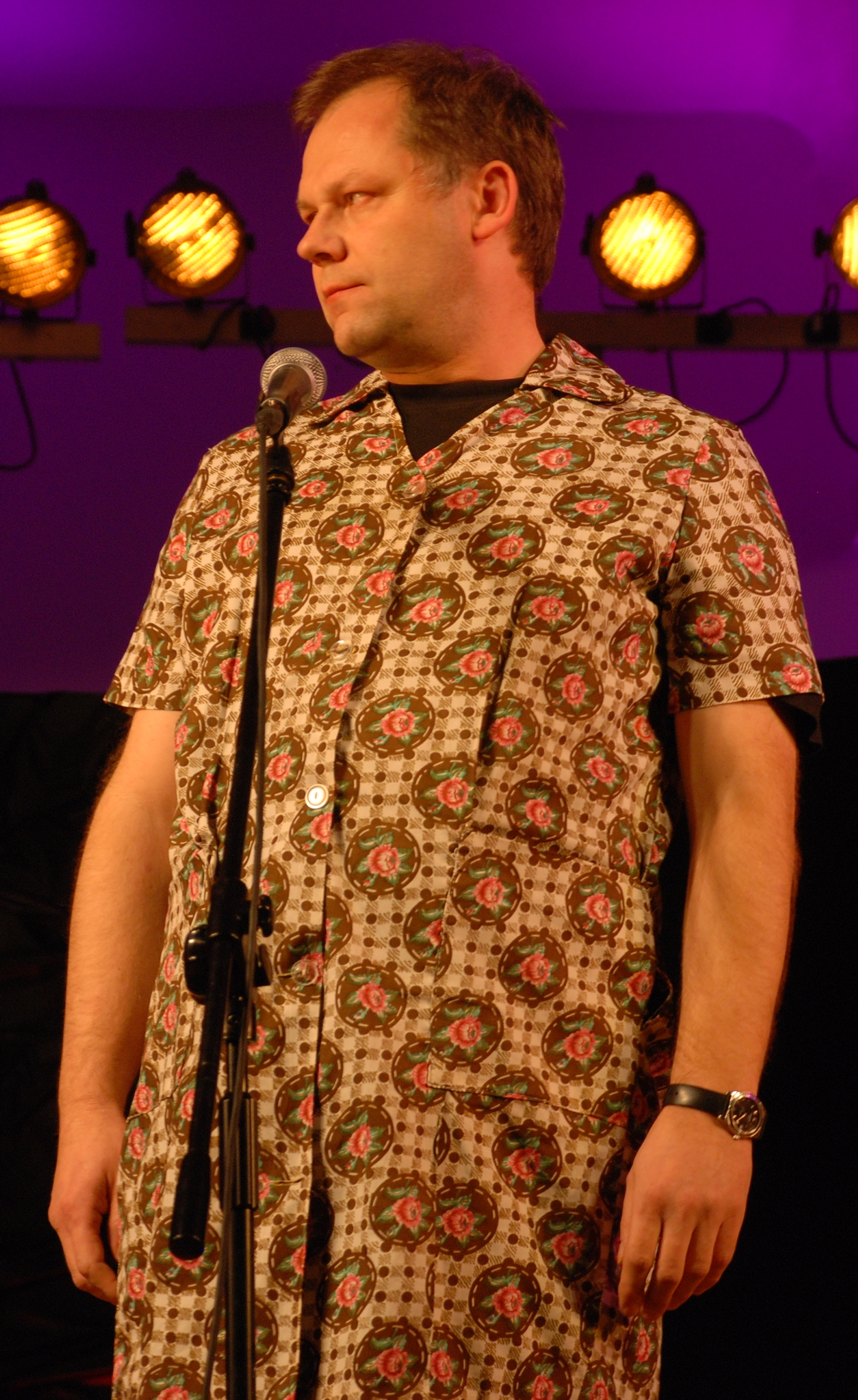
Tomasz Kowalski (2007)

## Nagrody i wyróżnienia
- 1988: Grand Prix oraz Nagroda Redakcji „Tygodnika Powszechnego” na IV Przeglądzie Kabaretów PaKA, Kraków[1]
- 1988: Grand Prix oraz Indywidualne Wyróżnienie dla Joanny Chudej na XVIII Festiwalu Artystycznym Młodzieży Akademickiej FAMA, Świnoujście[1]